# Neopterygii
Neopterygii vormen een onderklasse van straalvinnige vissen. Het woord Neopterygii komt uit het Grieks en betekent nieuwe vleugels. Er zijn slechts enkele evolutionaire veranderingen ontstaan uit de eerdere Actinopterygii (straalvinnigen). Ze ontstonden aan het eind van het Perm, net voor de opkomst van de dinosauriërs. Het werd een succesvolle groep van vissen, omdat ze zich sneller konden bewegen dan hun voorouders. Hun schubben en skelet zijn gedurende de evolutie lichter geworden en hun kaken werden sterker en efficiënter.

## Taxonomie
De volgende ordes vallen binnen deze onderklasse:
Infraklasse Holostei
Amiiformes (Moddersnoeken)
Semionotiformes (Beensnoekachtigen)
Infraklasse Teleostei
Superorde Osteoglossomorpha (Beentongvisachtigen)
Hiodontiformes (Tandharingen)
Osteoglossiformes (Beentongvissen)
Superorde Elopomorpha (Tarpon- en aalachtigen)
Albuliformes (Gratenvissen)
Anguilliformes (Palingachtigen)
Elopiformes (Tarponachtigen)
Notacanthiformes (Stekelaalachtigen)
Saccopharyngiformes (Alen)
Superorde Clupeomorpha (Haringachtige beenvissen)
Clupeiformes (Haringachtigen)
Superorde Ostariophysi (Meervallen en karperachtigen)
Characiformes (Karperzalmachtigen)
Cypriniformes (Karperachtigen)
Gonorynchiformes (Zandvisachtigen)
Gymnotiformes (Mesaalachtigen)
Siluriformes (Meervalachtigen)
Superorde Protacanthopterygii (Zalmachtigen)
Esociformes (Snoekachtigen)
Osmeriformes (Spieringachtigen)
Salmoniformes (Zalmachtigen)
SuperordeStenopterygii (Diepzeevissen)
Ateleopodiformes (Diepzeekwabben)
Stomiiformes (Draakvisachtigen)
Superorde Cyclosquamata (Rondschubbige vissen)
Aulopiformes (Draadzeilvissen)
Superorde Scopelomorpha (Lantaarnvisachtige beenvissen)
Myctophiformes (Lantaarnvisachtigen)
Superorde Lampridiomorpha (Koningsvisachtigen)
Lampridiformes (Koningsvisachtigen)
Superorde Polymixiomorpha (Baardvisachtigen)
Polymixiiformes (Barbudo’s)
Superorde Paracanthopterygii (Kabeljauwachtige beenvissen)
Batrachoidiformes (Padvisachtigen)
Gadiformes (Kabeljauwachtigen)
Lophiiformes (Vinarmigen)
Ophidiiformes (Naaldvisachtigen)
Percopsiformes (Baarszalmachtigen)
Superorde Acanthopterygii (Stekelvinnigen)
Mugiliformes (Harders)
Atheriniformes (Koornaarvisachtigen)
Beloniformes (Geepachtigen)
Cetomimiformes (Walviskopvissen)
Cyprinodontiformes (Tandkarpers)
Stephanoberyciformes (Doornvissen)
Zeiformes (Zonnevisachtigen)
Gobiesociformes (schildvisachtigen)
Gasterosteiformes (stekelbaarsachtigen)
Syngnathiformes (Zeenaaldachtigen)
Synbranchiformes (Kieuwspleetalen)
Tetraodontiformes (Kogelvisachtigen)
Pleuronectiformes (Platvissen)
Scorpaeniformes (Schorpioenvisachtigen)
Perciformes (Baarsachtigen)

## Uitgestorven
De volgende ordes vallen binnen deze onderklasse, maar zijn uitgestorven:
- † Aspidorhychiformes
- † Macrosemiiformes
- † Pachycormiformes
- † Pycnodontiformes